# Ilex pernyi
Ilex pernyi — вид квіткових рослин з родини падубових.

## Морфологічна характеристика
Це вічнозелене дерево чи кущ 1–5(10) метрів заввишки. Кора сріблясто-сіра. Гілочки густо брудно-сіро запушені. Ніжка листка ≈ 2 мм, запушена. Листова пластина абаксіально (низ) зеленувата, адаксіально темно-зелена, блискуча, яйцювата чи яйцювато-ланцетна, (1.3)1.5–3 × 0.5–1.4 см, обидві поверхні голі, край виїмчасто-зубчастий з 1–3 парами шипів, верхівка трикутно загострена, загострення 12–14 мм, з міцним шипиком. Плід кулястий чи вдавлено кулястий, 7–8 мм у діаметрі. Квітне у квітні й травні; плодить у жовтні й листопаді.

## Поширення
Ареал: Тибет, Китай. Населяє ліси чи чагарникові ділянки в долинах; на висотах від 1000 до 2500 метрів.

## Використання
Коріння, плоди і листки використовують для лікування рецидивуючого кашлю, кровохаркання, ангіни.

## Галерея

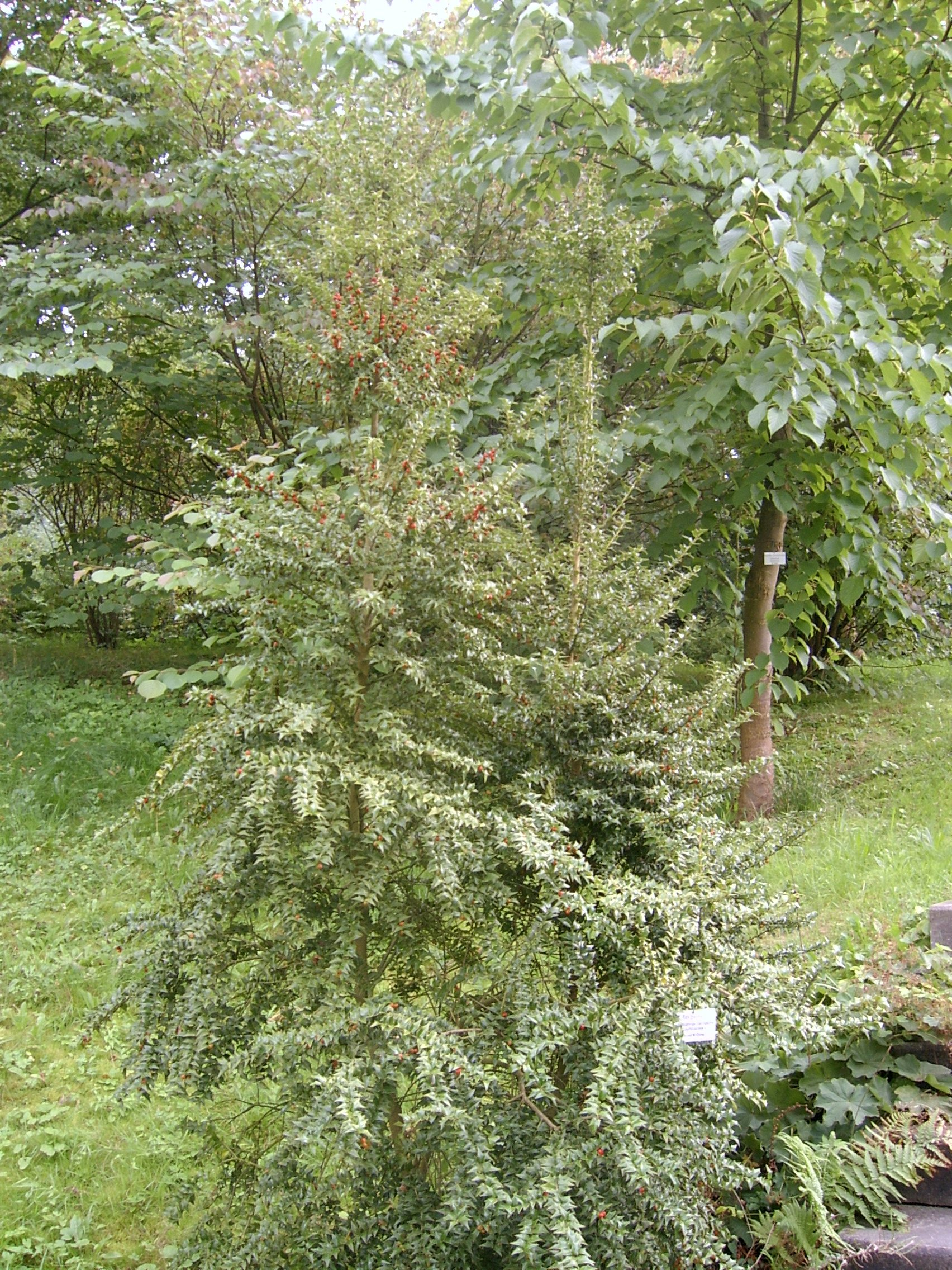
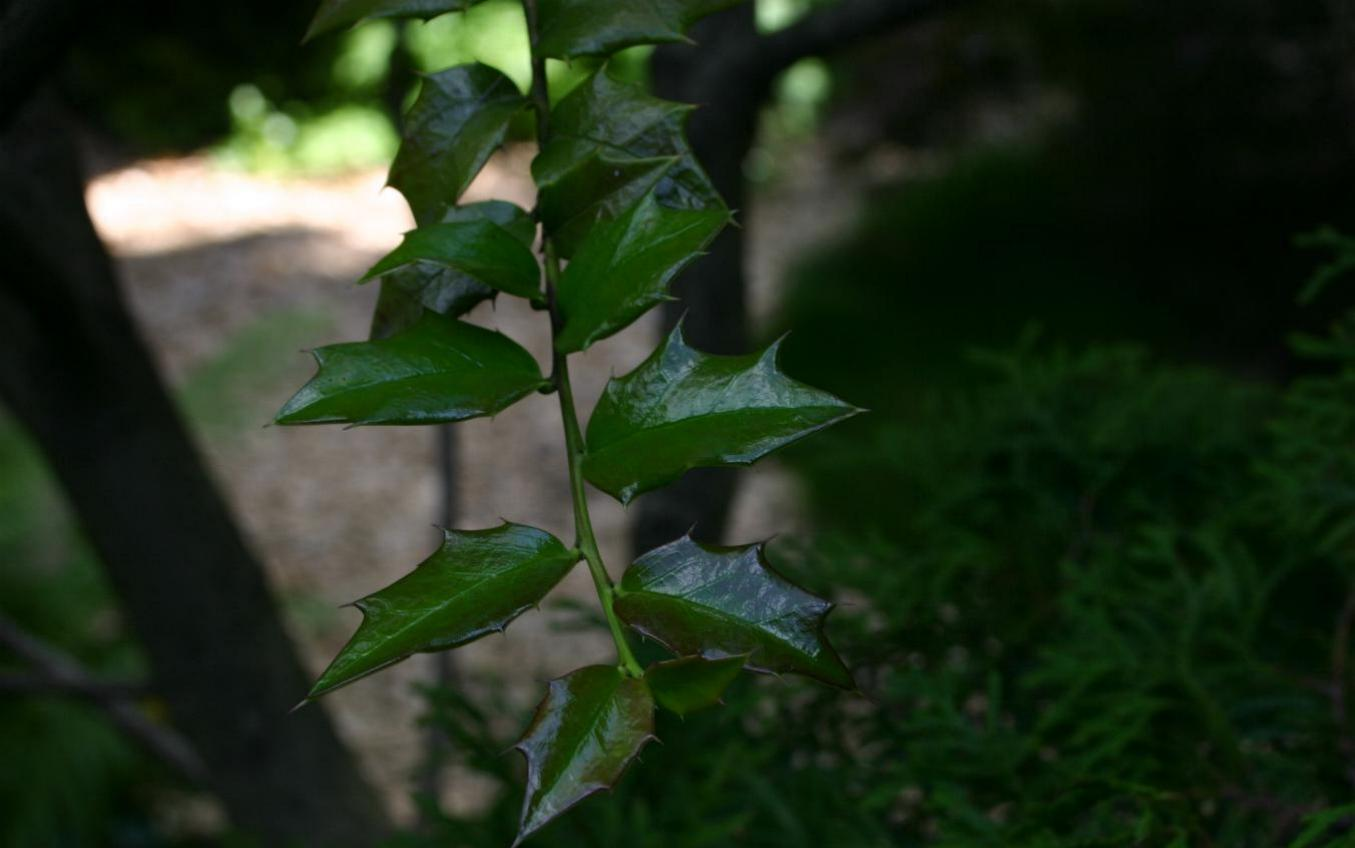